# Morgen (Herman van Veen)
Morgen is het derde studioalbum van Herman van Veen, verschenen in 1970. Het album is geproduceerd door Hans van Baaren en werd in 1970 uitgebracht. Van het album werd de single Waar ben je morgen afgetrokken. 

## Nummers
| Nr. | Titel                                     | Schrijver(s)                  | Duur |
| --- | ----------------------------------------- | ----------------------------- | ---- |
| 1.  | Een wit gezicht                           |                               |      |
| 2.  | Minuet                                    |                               | 1:29 |
| 3.  | Dan pas                                   |                               | 3:47 |
| 4.  | The girl I left behind                    |                               | 5:01 |
| 5.  | For ever hold your peace                  | Tupper Saussy                 | 2:26 |
| 6.  | Dit slag volk (Ces Gens Là)               | Jacques Brel, Herman van Veen | 7:11 |
| 7.  | Waar ben je morgen (I think another time) | Tom Rapp, Rob Chrispijn       | 3:16 |

| Nr. | Titel                                                                    | Schrijver(s)                               | Duur |
| --- | ------------------------------------------------------------------------ | ------------------------------------------ | ---- |
| 1.  | Morgen ben ik op de maan                                                 |                                            | 2:34 |
| 2.  | Fiets (Girl on the bicycle)                                              | Gary Peterson, Ralph McTell, Rob Chrispijn | 3:11 |
| 3.  | Ik denk dat niemand mij morgen mist (I think It's going to rain today)   | Randy Newman, Rob Chrispijn                | 2:41 |
| 4.  | 'T is iets dat gebeurt (The circle is small (I can see it in your eyes)) | Gordon Lightfoot, Rob Chrispijn            | 3:11 |
| 5.  | Stekkers en stopcontacten                                                |                                            | 2:20 |